# Pepo
Pepo, o anche Pepone, (fl. XI secolo), fu un importante giurista medievale dell'XI secolo. Secondo uno studio di Piero Fiorelli sarebbe Pietro vescovo scismatico di Bologna.

## Biografia
Pervenuto a noi soltanto per citazione nelle opere di Odofredo e dell'inglese Radulfus Niger (Rodolfo il Nero) e citato nella Summa Istitutionum francese dove si ricorda una sua spiegazione dell'etimologia di mutuo, si sa che fu l'esponente principale della scuola di Ravenna e che fu effettivamente il primo (di cui si ha notizia) che si cimentò nello studio delle opere giustinianee, anche se probabilmente soltanto per erudizione personale e non sistematicamente e in maniera didattica come poi avrebbe fatto in futuro Irnerio.
Pepo insegnava, e c'era anche un uditorio disposto a ricevere quell'insegnamento.
Secondo i risultati di ricerche condotte dallo storico del diritto Fiorelli, Pepo era probabilmente un ecclesiastico, forse addirittura un vescovo scismatico di Bologna. Si sa infatti di un racconto in versi esametri, intitolato De utroque apostolico (“Dei due papi”), che scrisse Gualfredo vescovo di Siena tra l'XI e il XII secolo, dove si narra di un immaginario convegno tenutosi al tempo di papa Urbano II, intorno al 1090, per discutere dei diritti del papa e dell'antipapa di nomina imperiale al fine di risolvere lo scisma tra impero e papato, negli anni della lotta più accanita tra imperatore e pontefice. Al convegno avrebbero partecipato vescovi e personalità di spicco tra cui un certo Pepone qualificato addirittura clarum bononiensium lumen (celebre luce dei bolognesi ). I versi di Gualfredo non ci sono pervenuti nell'originale ma sono stati tramandati dalle Historiae senenses di Sigismondo Ticci, storico e umanista senese del '500; fu probabilmente il Ticci e non Gualfredo a chiamare Pepone luce dei bolognesi e ad aggiungere inoltre che egli era vescovo di Bologna.

## Notizie biografiche riportate da Odofredo
Odofredo pare confermare questa differenza qualitativa fra Pepo e Irnerio, laddove il primo avrebbe studiato per sé, mentre Irnerio studendo cepit docere: merita di essere notata questa circostanza, perché ci dice che alle origini della scuola di Bologna, alle origini cioè del rinnovamento degli studi superiori, v'è una unione (rimasta nonostante tutto sino ad oggi indissolubile), di ricerca e insegnamento.
Odofredo Denari, glossatore bolognese della metà del secolo XIII, amava raccontare, durante le sue lezioni, aneddoti relativi alla scuola di Bologna, alle sue origini e ai suoi maestri; egli parlava di Ravenna come della sede di una scuola di diritto romano dalla quale sarebbe poi nata quella di Irnerio a Bologna. Odofredo tuttavia, spesso travisava le notizie che circolavano relativamente alla scuola di diritto di Bologna, prendendo per vere anche semplici leggende, dando credito a notizie false.

## Notizie biografiche riportate da Rodolfo il Nero
Sussiste una differenza, riguardo a Pepone, fra ciò che ne dice Odofredo e ciò che ne dice Rodolfo il Nero. Questi pone la figura di Pepone in grande risalto:
Va notato il titolo di dominus, che era proprio dei nobili, e che qui viene attribuito ai doctores: esso è verosimilmente connesso con la giurisdizione che essi esercitavano sugli allievi, ma forse anche con la loro ascesa sociale. Rodolfo il Nero, nel Moralia regum ci attesta anche la resistenza opposta dai governanti alla diffusione della nuova scienza, la quale era suscettibile di inficiare l'autorità delle antiche consuetudini barbariche.
Nei suoi Moralia Regum (un commento ai biblici Libri dei Re composto tra 1179 e 1189), Rodolfo il Nero, maestro inglese di arti liberali che svolse attività di insegnamento a Parigi, fornisce alcune altre preziose notizie su Pepo: egli avrebbe avuto conoscenza del Codice e delle Istituzioni, ma non del Digesto, e inoltre avrebbe partecipato ad una seduta giudiziaria presieduta dall'imperatore (Enrico IV) contestando una corretta sentenza già formulata da giudici lombardi. Di fronte a questa, che in base a una norma longobarda ancora vigente in Italia aveva sanzionato l'omicidio di un servo con la condanna ad un'ammenda pecuniaria, Pepo richiede invece la pena capitale sostenendo anzitutto che non si doveva fare distinzioni tra l'omicidio di un uomo libero e quello di un servo e richiamandosi implicitamente a passi della Bibbia e alla legge del taglione (accolta già nelle XII Tavole ma poi scomparsa dal diritto romano), che ammettevano la punizione di un omicidio con la morte del reo. Nell'allegare fonti di diritto romano a sostegno della sua tesi, anziché passi del Corpus Iuris di Giustiniano (e in particolare del Digesto), Pepo potrebbe aver invece attinto dall'operetta tardoantica nota come Collatio legum Mosaicarum et Romanarum (Lex dei).
Lo storico Piero Fiorelli (già ordinario di storia del diritto italiano nell'università di Firenze) ha congetturato che, dopo il placito lombardo, l'imperatore Enrico IV avesse nominato Pepo vescovo - ovviamente scismatico - di Bologna. Storicamente, di vescovi a Bologna in quel tempo (1090) ve ne erano effettivamente due, uno ortodosso (dunque di nomina papale), Sigfrido, e l'altro scismatico (di nomina imperiale), il cui nome era Pietro; il Fiorelli nelle sue ricerche ha riscontrato che nella prassi linguistica toscana di quegli anni il nome Pepo, di marca germanica, era usato spesso al posto di Pietro. Ma questa ipotesi, per quanto suggestiva, è isolata, perché Pepo nelle fonti non viene mai chiamato col nome Pietro, come pure non si dice in nessun altro testo che egli fosse vescovo.

## Notizie rinvenute nellaSumma Iustiniani est in hoc operee in altre testimonianze della scienza giuridica medievale
Nella più antica Summa alle Istituzioni che sia stata scritta in Provenza, risalente alla prima metà del secolo XII, si trova un'unica citazione dottrinale in cui compare il nome di Pepo, il quale risulta così essere un personaggio quasi più noto in Provenza che a Bologna.
La citazione di Pepo, nella sua qualità di  espondente di una scuola di diritto,  è legata ad una discussione sull'impiego della parola mutuum (quod ex meo tuum fit), che viene ricordata nella Summa predetta e che Pepo poteva avere letto nelle Istituzioni giustinianee oppure nelle Etimologie di Isidoro di Siviglia o persino nell'Elementarium di Papias, un celebre vocabolario composto da un grammatico lombardo verso la metà del secolo XI (sotto la voce mutuum).
"(...) Queritur, quare mutuum solum dicatur ab eo quod ex meo tuum fit, cum in pluribus aliis contractibus eveniat idem quod ex meo tuum fit. Solutio. Propter usum frequentiorem quod generale est specialiter attribuitur huic sub nomine mutui, licet mutuum in certis contractibus dici posset. Et hoc secundum Peponem. Nos tamen aliter diffinimus hoc scilicet modo (...)".
A ulteriore riprova dell'attività di insegnante svolta da Pepo, questi viene anche citato in una glossa che si rinviene, con qualche variante, in tre manoscritti del Codice di Giustiniano. Nel più antico, il ms. Paris, BN lt. 4517 (sec. XI ex / XII in), la glossa - apposta all'espressione 'felicem embolam' di C. 1.2.10.pr. - ha il seguente tenore:
"Secundum Pep(onem) dicitur embola supercrescens iuventus alio propter hoc transvehenda, sicut dicitur embolismus annus, idest supercrescens. G. vero dicit ..."
Molte le similitudini con la citazione rinvenuta nella Summa alle Istituzioni: Pepo si preoccupa di spiegare il significato grammaticale di un termine della legge di Giustiniano e lo fa in entrambi i casi appoggiandosi all'autorità di Isidoro di Siviglia. Sia l'autore della Summa che quello della glossa, si affrettano peraltro a contrapporre la spiegazione di Pepo - ritenuta superata - a quella di altri maestri.

## Notizie biografiche rinvenute nel Placito di Marturi (del marzo 1076)
Nel placito di Nordilo, messo della duchessa e marchesa Beatrice, e del visconte Giovanni si dà conto anche della presenza di Pepone in qualità di giurista (Pepone legis doctore). Nello specifico, viene decisa a favore di Giovanni, avvocato del monastero di S. Michele di Marturi (l'attuale Poggibonsi), e di Gerardo, preposito del medesimo, la lite che essi avevano con Sigizo di Firenze a proposito di alcune terre e della chiesa di S. Andrea situate nel luogo di “Papaiano”. Tali beni nel passato erano stati ceduti al monastero di Marturi dal marchese Ugo II di Toscana, al quale a sua volta erano state cedute da Vuinizo figlio di Ugo. La causa viene decisa in favore del monastero grazie all'allegazione di un passo del Digestum vetus che sospendeva la prescrizione quarantennale, prevista nel diritto giustinianeo per i beni di enti ecclesiastici, nel caso in cui questi ultimi, nel corso di tale periodo, si fossero rivolti al magistrato per rivendicarne il possesso rispetto al diritto vantato dai concessionari. Il monastero, con il conforto di alcuni testimoni, dichiara di avere già denunciato in passato la situazione senza però riuscire a risolvere la lite a causa della carenza di giudici e ottiene la restituito in integrum dei beni contesi da Sigizo.
In Christi nomine. Brevia recordazionis (pro futu)ris temporibus ad memoriam habendam vel retinendam, qualiter in presenzia Nordilli, missi domine Beatricis ductricis et marchionisse, et Iohannis vicecomitis (…) in iudicio cum eis residentibus Guillielmo iudice, et Pepone legis doctore, et Rodulfo filio bone memorie Segnori, et Rolando filio bone memorie Rustici, et Aldiberto filio bone memorie Baruncelli, et Stefano filio bone memorie Petroni, et Benzo filio bone memorie Benzi, et Segnoritto filio bone memorie Boniti, et reliquis pluribus, proclamavit Iohannes advocatus ecclesie et monasterio sancti Michaelis site in castello, qui vocatur Martuli, una cum prepositus Gerardo eiusdem ecclesie et monasterii adversus Segizonem de Florentia de quibusdam terris et de ecclesia sancti Andree, sitis in loco Papaiano, que fuerunt Wuinizonis filius bone memorie Ugonis, et ostendi(t cartulam), per quam predicto Vuinizo res (istas Ugoni) marchioni, concessit, et quandam aliam, qua continebatur, Ugonem marchionem easdem res prefato monasterio dedisse. Huic intenzioni prefatus Sigizo temporis prescriptionem obiecit dicens, inter se suumque patrem predictas res per quadrainta annorum curricula esse possessas.
Quam Sigizonis excepzionem pars suprascripti cenobii allata replicazione infirmavit affirmans, infra prefata tempora huius litis factam esse proclamationem. Et tribus idoneis hominibus productis, silicet Iohanne predicte ecclesie advocato, et Stefano filio bone memorie Petroni, et Aldiberto filio bone memorie Baruncelli, dixerunt abatem lohannem de predictis rebus marchioni Bonifazio, et Guidricum abatem duci Gotifredo et comitisse Beatrici proclamasse; et ita se iuraturos promiserunt. Et insuper predictus Iohannes advocatus, tactis sacrosanctis evangeliis, iuravit (ut supra); Stefano quoque et Aldiberto (suprascriptis) iurare volentibus, utraque pars consensit advocati sacramentum sufficere. His peractis, supradictus Nordillus, predicte domine Beatricis missus, lege Digestorum libris inserta considerata, per quam copiam magistratus non habentibus restitutionem in integrum pretor pollicetur (= D. 4.6.26.4), restituit in integrum ecclesiam et monasterium sancti Michaelis de aczione omnique iure, quod amiserat de terris et rebus illis, que fuerunt Vuinizonis de Papaiano, quas ipse Ugoni marchioni tribuit et Ugo marchio in ecclesiam sancti Michaelis contulit. Actum est hoc anno ab incarnatione domini nostri Iesu Christi septuagesimo quinto post mille, mense marzio, indizione quartadecima, felicitcr. Factum est hoc intus burgum, qui vocatur Martuli, prope plebem sancte Marie, territurio Fiorentino, feliciter.

## Influenza del pensiero di Pepo
Il pensiero di Pepo influenza la canonistica. Forte è la sua eco nelle Exceptiones legum Romanarum Petri dove si afferma la supremazia del diritto naturale sul diritto civile, dell'equità sulla legge scritta.
È incerta la datazione dell'opera (pre o post-irneriana) e il luogo di composizione (Italia o Francia, forse Provenza). Le Exceptiones sono formate dalla confluenza di tre opere autonome pre-irneriane: il Libro di Tubinga, il Libro di Ashburnham, il Libro di Graz e il Libro di LLerida. Forse il Libro di Tubinga è il primo nucleo delle Exceptiones, cui poi si sono aggiunti gli altri due.
Il brocardo unum necesse esse ius, cum unum sit imperium, di incerta attribuzione, apre comunque la via alla creazione dello Studium, la più antica Università del mondo, spontaneamente sorta nel 1088 specialmente per merito dei glossatori come Pepo.